# Olhos Azuis
Olhos Azuis é um filme brasileiro de 2010 dirigido por José Joffily. Foi gravado em Recife, em Petrolina e em Massangano, uma ilha no Rio São Francisco.

## Sinopse
No dia de se aposentar, o agente de aeroporto Marshall decide humilhar imigrantes latinos que tentam entrar em Nova Iorque, que, segundo ele, têm inveja dos "olhos azuis" dos norte-americanos. Dentre os imigrantes estão um grupo de hondurenhos que se dizem praticantes de artes marciais, um casal de escritores argentinos, a dançarina cubana Calypso e o professor brasileiro Nonato. As entrevistas vão ficando tensas, até que a do brasileiro acaba em tragédia. Anos depois, Marshall vai ao Brasil e chega a cidade de Recife, onde conhece a prostituta Bia que aceita guiá-lo até Petrolina, cidade em que mora Luiza, a filha criança de Nonato.

## Elenco
- David Rasche como Marshall
- Cristina Lago como Bia
- Irandhir Santos como Nonato
- Branca Messina como Calypso
- Frank Grillo como Bob Estevez
- Erica Gimpel como Sandra
- Hector Bordoni como Augustín
- Valeria Lorca como Assumpta
- Pablo Uranga como Martín
- Everaldo Pontes como avô de Bia

## Prêmios e indicações
Grande Prêmio Cinema Brasil (2011)
- Vencedor na categoria:

Melhor trilha sonora original (Jaques Morelenbaum)
- Indicado nas categorias:

Melhor diretor
Melhor filme
Melhor roteiro original
Festival do Cinema Brasileiro de Miami (2010)
- Vencedor nas categorias:

Melhor ator (Irandhir Santos)
Melhor direção de fotografia
Festival de Paulínia (2009)
- Vencedor nas categorias:

Melhor filme
Melhor roteiro
Melhor atriz (Cristina Lago)
Melhor ator coadjuvante (Irandhir Santos)
Melhor montagem
Melhor som